# Локалита Продутива Сан Ђузепе (Лече)
Локалита Продутива Сан Ђузепе (итал. Località Produttiva San Giuseppe) је насеље у Италији у округу Лече, региону Апулија.
Према процени из 2011. у насељу је живело 14 становника. Насеље се налази на надморској висини од 60 м.